# Діброва (Ніжинський район)
Дібро́ва —  село в Україні, у Крутівській сільській громаді Ніжинського району Чернігівської області. Населення становить 55 осіб. До 2020 орган місцевого самоврядування — Крутівська сільська рада.

## Історія
Село засноване після Другої світової війни на місці х. Твані.
12 червня 2020 року, відповідно до розпорядження Кабінету Міністрів України № 730-р «Про визначення адміністративних центрів та затвердження територій територіальних громад Чернігівської області», увійшло до складу Крутівської сільської громади.
19 липня 2020 року, в результаті адміністративно-територіальної реформи та ліквідації Ніжинського(1923 - 2020) району, увійшло до складу новоутвореного Ніжинського району.